# Contea di Morgan (Georgia)
La contea di Morgan (in inglese Morgan County) è una contea dello Stato della Georgia, negli Stati Uniti. La popolazione al censimento del 2000 era di 15 457 abitanti. Il capoluogo di contea è Madison.

## Comunità costituenti la contea
- Bostwick
- Buckhead
- Madison (capoluogo)
- Rutledge